# Trois guinées
Trois guinées (titre original Three Guineas) est un pamphlet féministe et anti-militariste de Virginia Woolf publié en 1938, dans lequel elle interroge la responsabilité du patriarcat face aux guerres et à la montée du fascisme.
Dans une série de lettres écrites en réponse à un homme qui lui demande comment empêcher la guerre, elle critique la société patriarcale et la façon dont les femmes sont exclues de l'éducation et des sphères du pouvoir. Elle propose à son lecteur de donner trois guinées à trois causes qui pourraient changer le monde : l’éducation des femmes, leur indépendance économique par l’accès à toutes les professions et l’égalité des sexes.

## Genèse
Bien que Three Guineas soit un ouvrage de non-fiction, il a d'abord été conçu comme un « roman-essai » qui devait résoudre les problèmes laissés en suspens dans son ouvrage précédent, Une chambre à soi. Le livre devait alterner entre des chapitres narratifs fictifs et des chapitres d'essais de non-fiction, démontrant les opinions de Woolf sur la guerre et les femmes dans les deux types d'écriture à la fois. Ce manuscrit inachevé a été publié en 1977 sous le titre The Pargiters.
Lorsque Woolf s'est rendu compte que l'idée d'un « roman-essai » ne fonctionnait pas, elle a séparé les deux parties. La partie non-romanesque est devenue Three Guineas. La partie fiction est devenue le roman le plus populaire de Woolf de son vivant, Les Années  (The Years), qui retrace l'évolution de la société de 1880 à la date de publication à travers la vie de la famille Pargiter. Ce roman a été si populaire que des éditions de poche ont été publiées à l'intention des soldats pour leur permettre de lire pendant la Seconde Guerre mondiale.

## Résumé
L'ensemble de l'essai est structuré comme une réponse à un gentleman cultivé qui a écrit une lettre à Woolf une lettre dans laquelle il lui demande de se joindre à ses efforts pour aider à prévenir la guerre. La guerre était imminente en 1936-1937 et la question était particulièrement pressante pour Woolf, pacifiste convaincue. Dans sa lettre, le gentleman (qui reste anonyme) demande à Woolf son avis sur la meilleure façon de prévenir la guerre. Woolf commence sa réponse en déclarant qu'il s'agit d'une « lettre remarquable - une lettre peut-être unique dans l'histoire de la correspondance humaine, puisque jamais auparavant un homme instruit n'avait demandé à une femme comment, à son avis, la guerre pouvait être évitée » . Woolf l'a pourtant laissée sans réponse parce qu'en tant que fille d'un homme instruit, sans accès ni place dans le monde public et professionnel des universités, des sociétés et du gouvernement, elle craint qu'il existe des différences fondamentales qui la rendront « impossible à comprendre » par les hommes instruits. Ceci met en place la tension fondamentale de l'œuvre entre, d'une part, le désir de quitter le foyer privé étouffant afin d'aider à prévenir la guerre, un objectif qui est certainement celui de Woolf, et, d'autre part, le refus de s'allier simplement au monde public des hommes : « Derrière nous se trouve le système patriarcal, la maison privée, avec sa nullité, son immoralité, son hypocrisie, sa servilité. Devant nous, le monde public, le système professionnel, avec sa possessivité, sa jalousie, sa pugnacité, sa cupidité ».
En répondant aux questions et aux suggestions pratiques de l'homme instruit, Woolf se tourne vers deux autres lettres : une demande de fonds pour aider à reconstruire un collège de femmes et une demande de soutien pour une organisation destinée à aider les femmes à entrer dans la vie  professionnelle. Ces deux lettres permettent à Woolf d'articuler ses critiques de la structure de l'éducation et des professions, qui consistent principalement à montrer comment elles encouragent les attitudes mêmes qui conduisent au fascisme à la fois dans le pays et à l'étranger. Woolf ne refuse pas d'emblée les valeurs de l'éducation et du service public, mais suggère des conditions que les filles d'hommes éduqués devront respecter si elles veulent éviter d'être corrompues par l'ordre public. Elle imagine, par exemple, un nouveau type de collège qui évite d'enseigner les outils de la domination et de la pugnacité, « un collège expérimental, un collège aventureux... ». Il devrait enseigner l'art de comprendre la vie et l'esprit des autres. Les professeurs doivent être issus des bons vivants comme des bons penseurs. 
Dans la dernière partie, Woolf passe des thèmes de l'éducation et des professions aux questions plus vastes de la prévention de la guerre et des mesures pratiques suggérées pour y parvenir. Elle y affirme que, bien qu'elle soit d'accord avec son interlocuteur sur le fait que la guerre est un mal, les hommes et les femmes étant différents (éduqués différemment, traités différemment dans la société), ils doivent tenter de l'éradiquer par des moyens différents. Ainsi, la valeur de l'opinion (et de l'aide) de Woolf sur la manière de prévenir la guerre réside dans sa différence radicale avec les manières de faire des hommes. 

## Thèmes
Woolf a écrit cet essai pour répondre à trois questions, chacune provenant d'une société différente :
- D'une société anti-guerre : comment prévenir la guerre ? »
- De la part d'un fonds de construction d'un collège de femmes : pourquoi le gouvernement ne soutient-il pas l'éducation des femmes ?
- De la part d'une société promouvant l'emploi des femmes professionnelles : pourquoi les femmes ne sont-elles pas autorisées à exercer une activité professionnelle ?

Le format épistolaire crée un sentiment de dialogue et de débat sur les questions politiques abordées dans l'essai. Le principe du dialogue sous-tend une grande partie de l'œuvre de Woolf et se retrouve également dans ses romans lorsqu'elle donne la parole à différentes classes et à des groupes marginalisés de la société par le biais d'une diversité de personnages. Par exemple, la scène de l'écriture dans le ciel de Mrs. Dalloway met en scène des personnages aux dialectes variés, influencés par la classe sociale. Les « guinées » du titre du livre sont elles-mêmes un signe de classe sociale, la somme d'argent de 21 shillings (1,05 livre sterling) pour laquelle il n'existe plus de pièces de monnaie, mais qui était encore la dénomination courante pour les transactions de la classe supérieure uniquement (par exemple, l'achat de tableaux ou de chevaux de course, les honoraires d'avocats ou de médecins spécialistes, etc.).
Le format donne aussi au lecteur l'impression d'écouter une conversation privée : nous écoutons les suggestions de Woolf à un avocat sur la manière de prévenir la guerre, à une ligue de femmes sur la manière de soutenir les femmes dans les professions libérales et à un collège de femmes sur la manière d'encourager les femmes à faire des études. Ces trois sources ont écrit à Woolf pour lui demander des dons financiers. Mais ce qu'elle donne, ce sont ses conseils et sa philosophie.
Woolf était désireuse de lier les questions de la guerre et du féminisme dans ce qu'elle considérait comme un moment crucial de l'histoire. L'idéologie du fascisme était un affront aux convictions de Woolf en matière de pacifisme et de féminisme : la philosophie nazie, par exemple, soutenait l'élimination des femmes de la vie publique.
Virginia Woolf cherche à démontrer que le patriarcat favorise l'émergence du fascisme. Elle montre qu'en Angleterre, bien que démocratique, les femmes sont confinées à la sphère domestique, ce qui fait que ce pays est loin d'être démocratique pour les femmes, et que cette répartition inégale du pouvoir entre les sexes est un élément clé de la production du fascisme, parce que « l'univers de la vie privée et celui de la vie publique sont inséparablement liés. (...) Les tyrannies et les servilités de l'un sont aussi les tyrannies et les servilités de l'autre ».
Elle compare l'oppression des femmes à la répression nazie:

« [Vos mères, à vous les hommes] combattaient le même ennemi que vous, et pour les mêmes raisons. Elles luttaient contre la tyrannie du patriarcat, comme vous luttez contre la tyrannie fasciste [...] À l'étranger, le monstre [...] interfère à présent avec votre liberté ; il vous dicte votre façon de vivre ; il établit des distinctions non seulement entre les sexes, mais entre les races. Vous éprouvez dans vos propres personnes ce que vos mères éprouvaient lorsqu'elles étaient exclues, lorsqu'elles étaient enfermées, en tant que femmes. »

## Réception
L'ouvrage fait scandale lors de sa publication en 1938 à la veille de la Seconde Guerre mondiale. Il ne parait en France qu'en 1977.
Les opinions exprimées dans Trois guinées ont été décrites comme étant féministes, pacifistes, antifascistes et anti-impérialistes. L'historienne féministe Jill Liddington a salué Trois guinées comme « une attaque éloquente et malicieuse contre les structures patriarcales », note que le livre avance l'argument selon lequel « le pouvoir des hommes dans le cadre du patriarcat va de pair avec le militarisme », et affirme que « Trois guinées offre un pont important entre la floraison féministe antérieure et la vague plus tardive des années 1980 d'un mouvement pacifiste des femmes ».
En 2002, le City Journal (en) a publié une critique des Trois guinées par l'essayiste conservateur Theodore Dalrymple, « The Rage of Virginia Woolf » dans laquelle il soutient que le livre est « un locus classicus de l'apitoiement sur soi et de la victimisation en tant que genre en soi » et que « le livre pourrait être mieux intitulé : How to Be Privileged and Yet Feel Extremely Aggrieved » (Comment être privilégié et pourtant se sentir extrêmement lésé).  En réponse, Elizabeth Shih, spécialiste de Woolf, a défendu Three Guineas et a affirmé que Dalrymple « interprète de manière obtuse et constamment erronée les hyperboles de Woolf », interprétant littéralement les commentaires de Woolf sur l'incendie des universités dominées par les hommes et sur le fait que Woolf compare à la prostitution les femmes qui utilisent leur sexualité pour contrôler les hommes. Shih a également critiqué les attaques de Dalrymple contre l'antimilitarisme de Woolf et ses appels à l'éducation de la classe ouvrière. Elle a suggéré que l'objection de Dalrymple à Three Guineas reflétait son opposition à la « politisation de la vie privée des femmes » encouragée par Woolf.

## Source
- « Three Guineas », sur gutenberg.net.au (consulté le 6 novembre 2024)

## Éditions françaises
- Virginia Woolf (trad. Viviane Forrester), Trois guinées, 10-18, coll. « 10-18 », 2023, 286 p. (ISBN 978-2-264-08225-1)
- Virginia Woolf (trad. Léa Gauthier), Trois guinées, Blackjack éd, coll. « Les Presses du réel », 2012, 235 p. (ISBN 978-2-918063-23-0)[11]